# قیمه بادمجان
 قیمه بادمجان یکی از انواع خورش ها در آشپزی ایرانی است که از گوشت قرمز، بادمجان، لپه و گوجه فرنگی تهیه می‌شود، و معمولاً با برنج خورده می‌شود. بعضی اوقات هم این خورش را با مرغ درست می‌کنند. 